# Georg Breidert
Johann Georg Breidert (* 27. März 1807 in Darmstadt; † 11. August 1876 ebenda) war ein hessischer Beamter, Richter und konservativer Politiker und ehemaliger Abgeordneter der 2. Kammer der Landstände des Großherzogtums Hessen.

## Familie
Georg Breidert war der Sohn des Schreinermeisters Adam Breidert und dessen Frau Dorothee geborene Grandhomme. Georg Breidert, der evangelischer Konfession war, heiratete am 19. Dezember 1835 in Darmstadt Caroline geborene Schleiermacher. Sein Sohn, Andreas Breidert, wurde Provinzialdirektor von Rheinhessen.

## Ausbildung und Beruf
Georg Breidert studierte ab 1826 Rechtswissenschaften in Gießen und schloss das Studium mit der Promotion ab. Während seines Studiums wurde er Mitglied des Corps Vandalia I.
1834 wurde er Hofgerichtsadvokat, 1856 Oberbaurat bei der Oberbaudirektion, 1858 Rat bei der Oberrechnungskammer. 1871 wurde er zum Geheimen Oberbaurat ernannt und 1875 Mitglied des Verwaltungsgerichtshofs.
Bis zu seinem Tode war Breidert interimistisch als Generaldirektor des Großherzoglichen Hoftheaters in Darmstadt eingesetzt. Die Nachfolge sollte Friedrich Haase übernehmen, wie aus dessen Briefwechsel mit Ferdinand von Strantz hervorgeht.

## Politik
In der 15. und 16. sowie der 19. und 20. Wahlperiode (1856–1862 und 1866–1872) war Georg Breidert Abgeordneter der zweiten Kammer der Landstände des Großherzogtums Hessen. In den Landständen vertrat er zunächst den Wahlbezirk Starkenburg 9/Fürth und ab 1866 den Wahlbezirk Starkenburg 8/Erbach. Er vertrat konservative Positionen.